# Kappelenbrücke

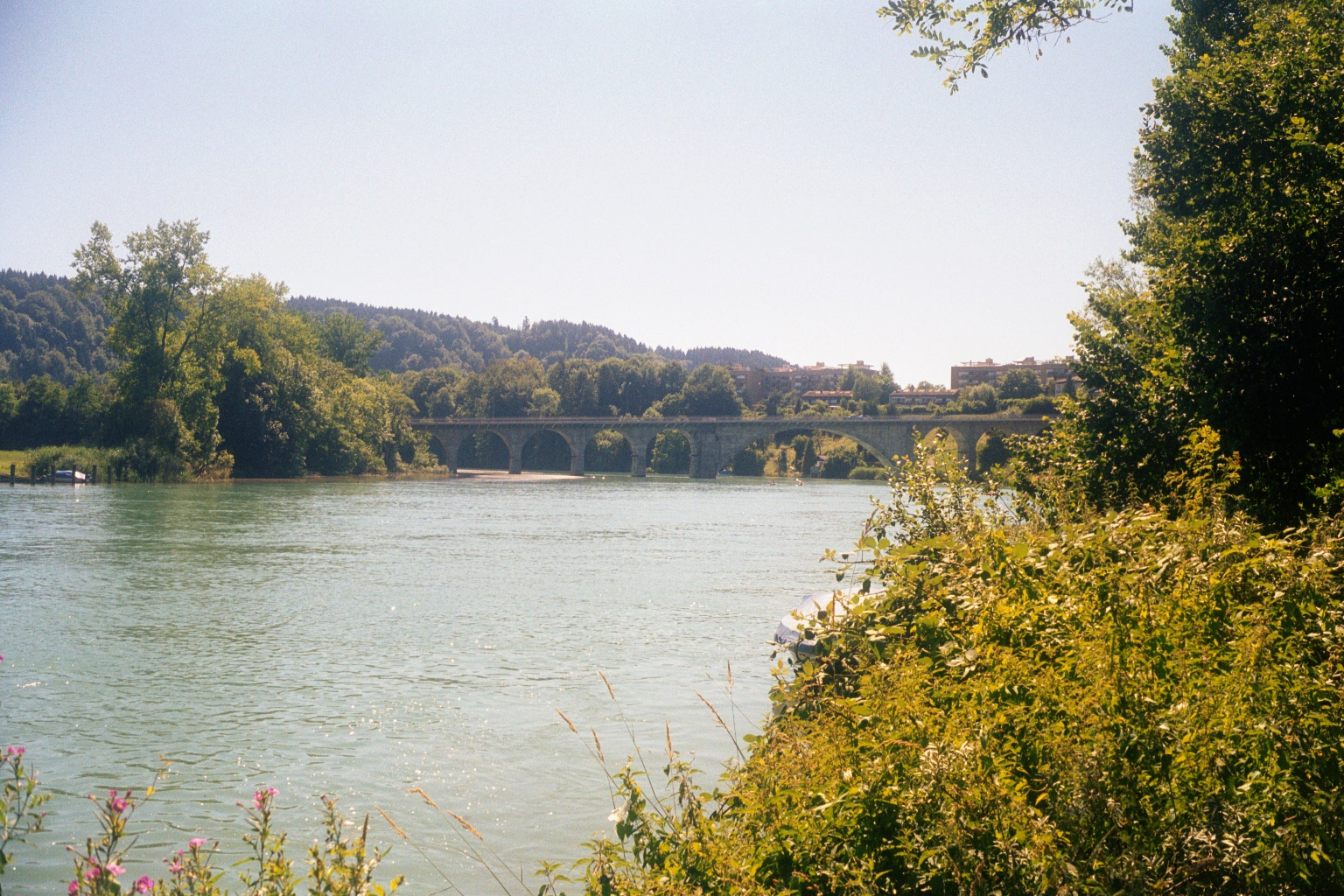
Wohlensee mit Kappelenbrücke

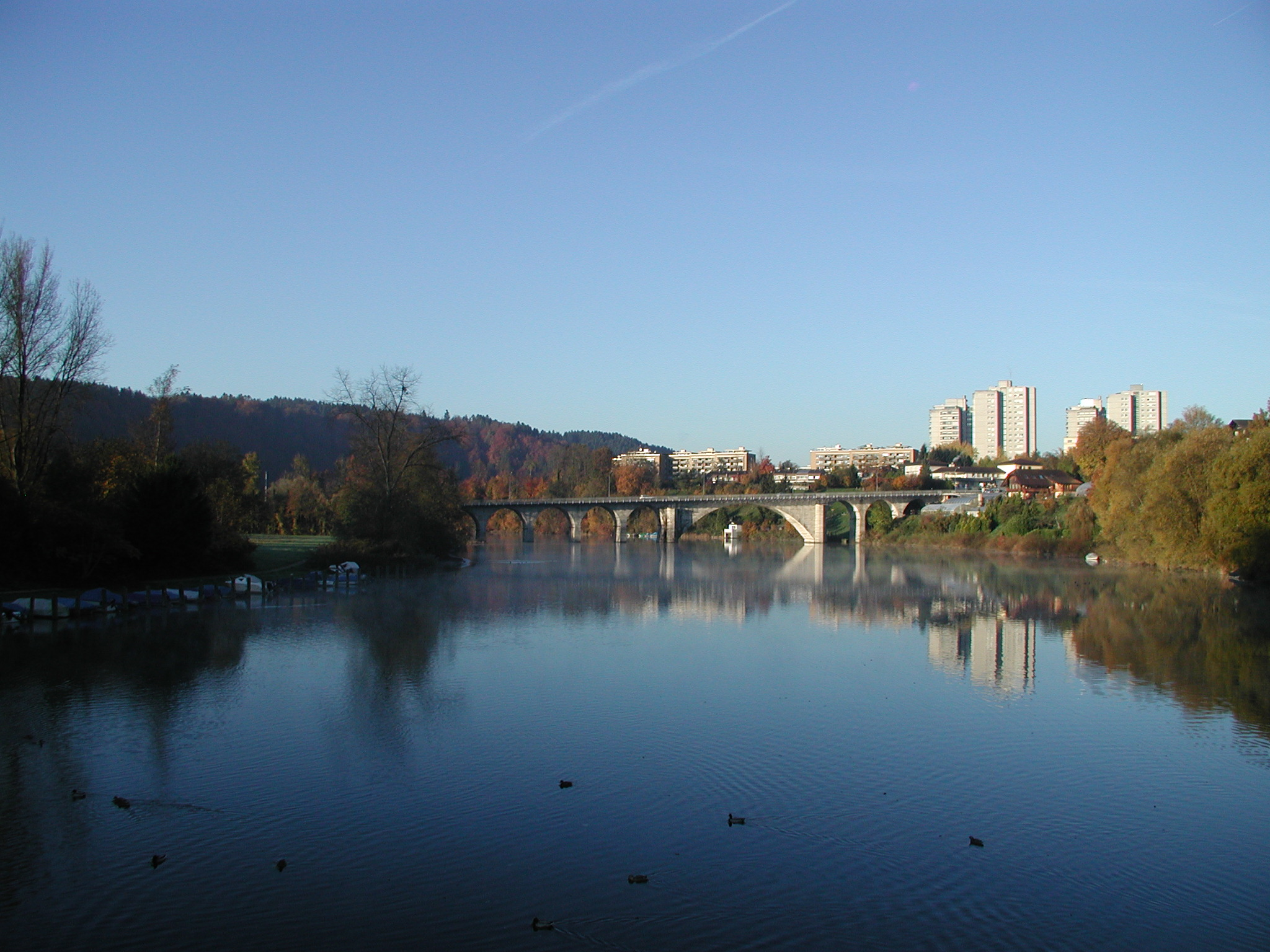
Kappelenbrücke mit Überbauung Kappelenring im Hintergrund

Die Vorgängerbrücke im Jahr 1907 mit einem Postauto der ersten Postautolinie von Bern nach Detligen

Die Kappelenbrücke, auch Hinterkappelenbrücke genannt, verbindet Bern-Bethlehem mit Hinterkappelen. Die Brücke ist Teil der Hauptstrasse 235, die von Aarberg westlich um den Frienisberg nach Bern führt.
Die 1920 eröffnete, 174 Meter lange Strassenbrücke, eine elegante Betonkonstruktion mit einem weiten mittleren Hauptbogen und viaduktartig angeordneten kleineren Bogenreihen auf beiden Seiten, führt über die ebenfalls um 1920 zum Wohlensee aufgestaute Aare.